# Selles-sur-Cher (formatge)
El Selles-sur-Cher és un formatge de pasta tova amb pell florida francès elaborat amb llet de cabra a Sologne, al poble de Selles-sur-Cher al departament de Loir-et-Cher. Des del 19 d'agost de 1970 compta amb una denominació d'origen controlada (AOC), el 29 de desembre de 1986 es va ampliar i modificar el reglament.
Es tracta d'un formatge petit a base de llet de cabra sencera i crua, que pesa uns 150 grams. La pasta es tova, de color blanc pujat, la crosta es fina, de color blau fosc o negrós que es deu a la pols de carbó de fusta que s'hi posa al damunt, la forma de la crosta és ben curiosa, amb petites protuberàncies. El diàmetre del formatge no excedeix els 9,5 cm.
La primera dada escrita data de 1887. Es fabrica a la regió de Selles-sur-Cher, en tretze cantons del departament del Loir-et-Cher. El 2004 se'n van produir unes 800 tones per cinc industrials o cooperatives, setze granges productores i quatre afinadors, tot amb llet crua.
El període de degustació òptim és entre abril i agost, després d'un afinament de 3 setmanes, però també és molt bo entre març i octubre. Té un sabor dolç i d'avellanes, amb una pasta untuosa. No fa falta treure la crosta, ja que li dona el sabor particular.